# L'Audibergue - La Moulière
L’Audibergue - la Moulière est une station de sports d'hiver des Alpes-Maritimes située dans les préalpes de Castellane.

## Situation géographique
Cette station de ski familiale se situe sur la montagne de l’Audibergue. 
Elle est située à moins d'une heure de Cannes, Fréjus, Draguignan et Grasse. 
C'est l'une des deux stations la plus proche du littoral avec Gréolières 1400.
Les communes de Caille avec la Moulière et d'Andon pour l’Audibergue se partagent le massif à 1 642 mètres d’altitude, qui surplombe la Côte d'Azur avec vue sur les îles de Lérins, le littoral, le Var et la chaîne des Alpes. 

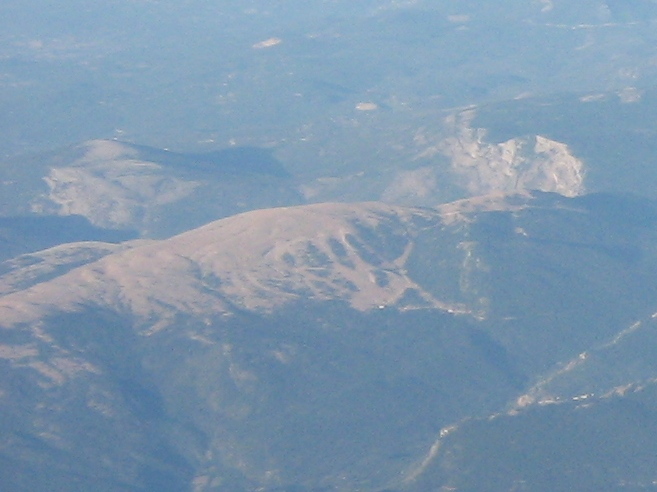
Vue d'avion l'été.
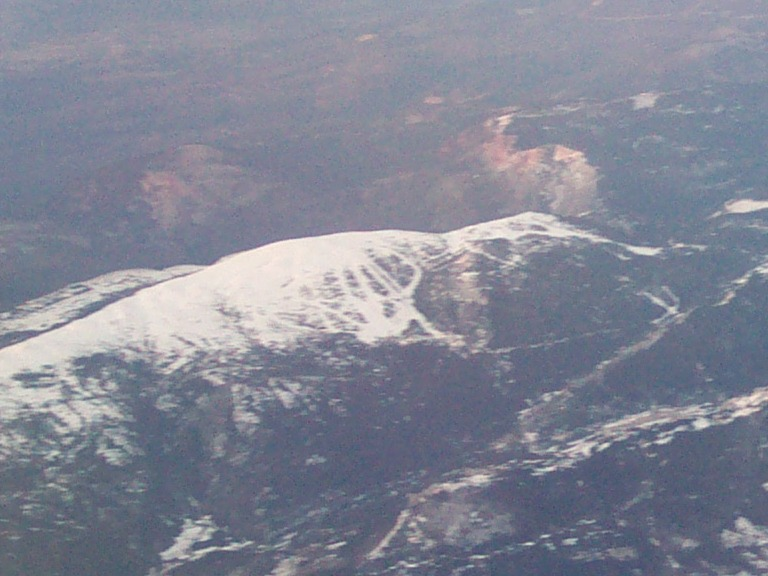
Vue d'avion l'hiver.

Latitude et Longitude :
- La Moulière : 43°45'21.62"N - 6°45'41.64"E
- L'Audibergue : 43°45'35.41"N - 6°47'11.11"E

## La station
La station offre des hébergements, restaurants et commerces :
- à l'Audibergue :
  - 3 restaurants,
  - gîtes,
  - 1 magasin de location de ski ;
- à la Moulière :
  - 2 restaurants et 1 snack,
  - Camp de Tipis l'été, gîtes et chambres d'hôtes,
  - Cabanes perchées dans les arbres (http://www.cabane-perchee-06.com).

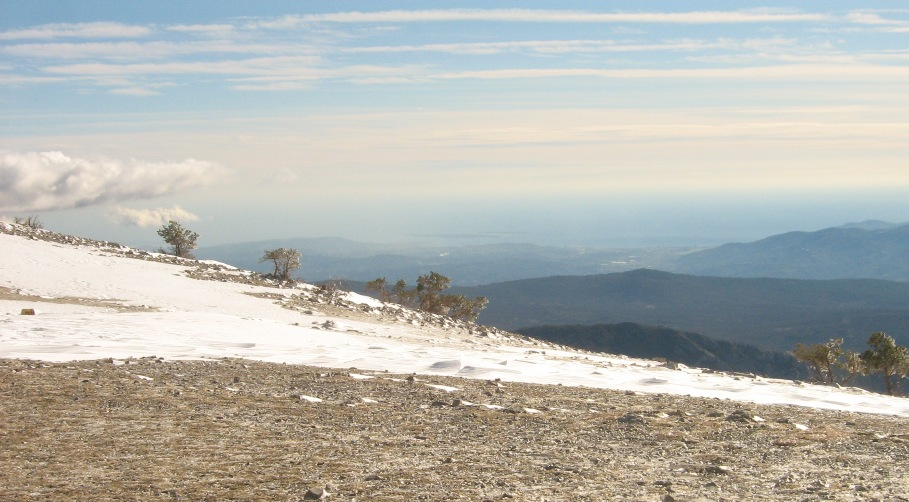
Vue sur les îles de Lerins depuis le sommet.
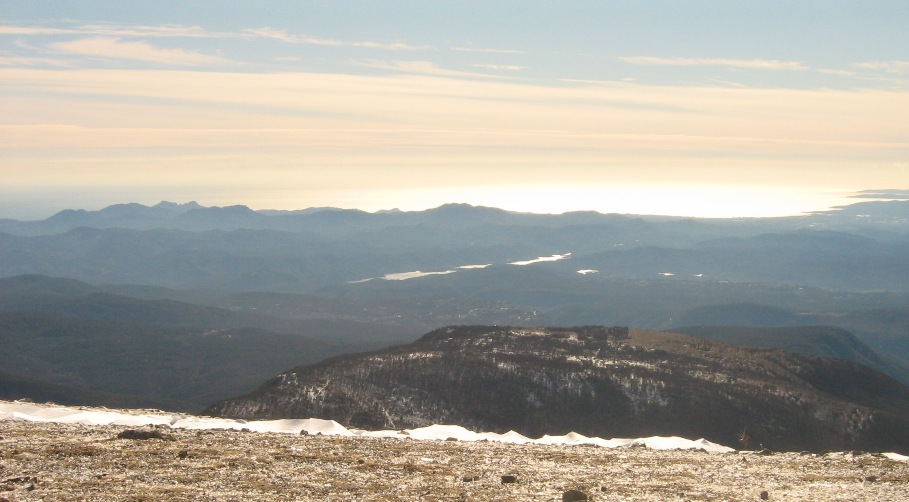
Vue sur le littoral varois depuis le sommet.
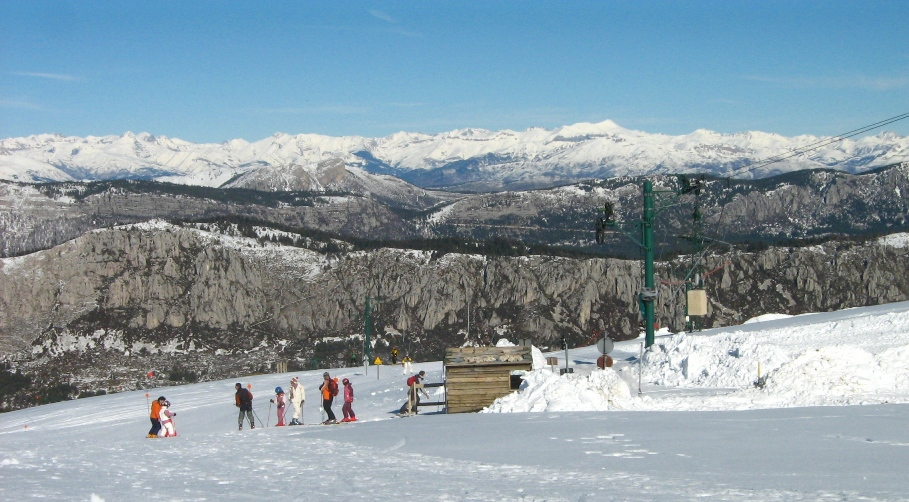
Vue sur la chaîne des Alpes depuis le sommet.

## Historique
Partagé entre les communes de Andon et Caille, la station de ski est née dans les années 1960 par la construction du téléski du Signal à l'initiative de la commune d'Andon. 
Suivent les téléskis de l'Aups et le débutant le Liason implantés par la Société Cailloise d'exploitation de l'Audibergue qui fera construire également dans les années 1980, la Charbonière, tous ces aménagements étant cautionnés par la mairie de Caille.
Parallèlement la Société Alpes Côte d'Azur développe le secteur de la Moulière avec l'implantation du télésiège et du téleski école.             
Quelques saisons sans neige auront raison de toutes ces sociétés qui seront reprises dans un syndicat constitué par les deux communes.

Aujourd'hui le Conseil Général 06 a créé le S.M.G.A. syndicat mixte Gréolières Audibergue qui gère les remontées mécaniques des deux stations avec une participation à hauteur de 95 % du fonctionnement.

## Le domaine skiable
Le domaine skiable est composé de :
- 23 pistes sur 27 km :
  - 7 vertes ;
  - 5 bleues ;
  - 10 rouges ;
  - 1 noires.

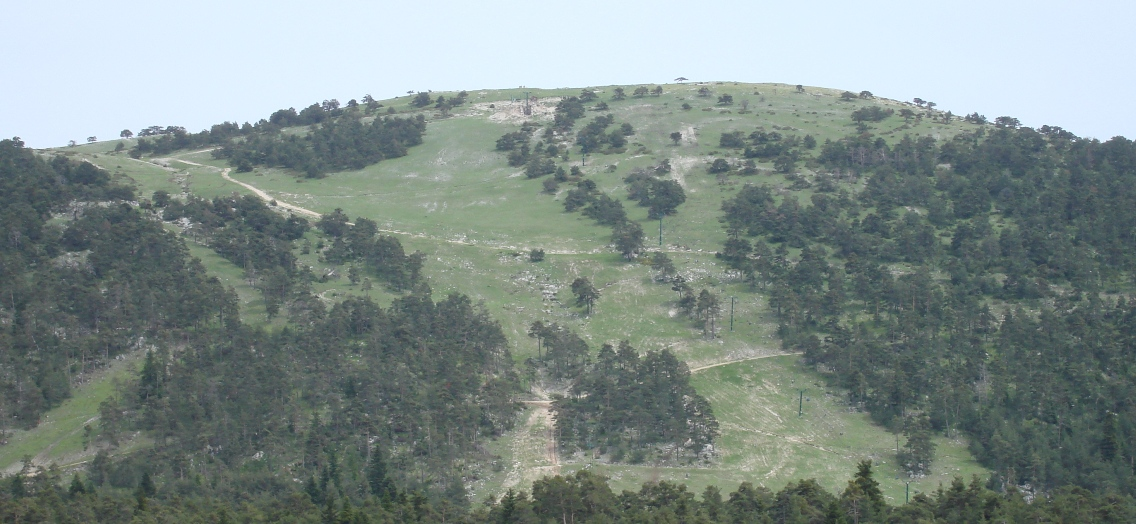
Pistes de la Moulière l'été.
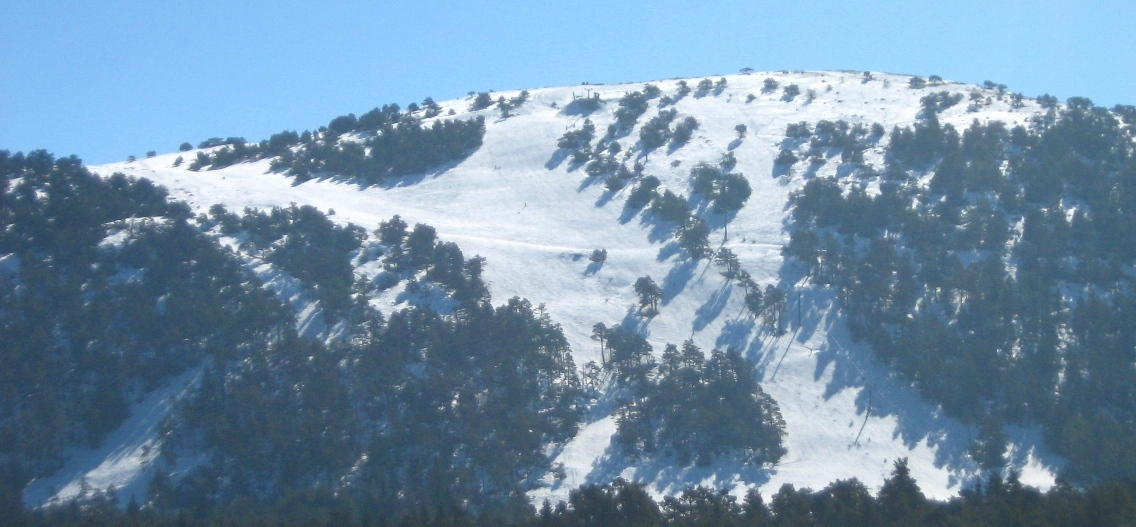
Pistes de la Moulière l'hiver.

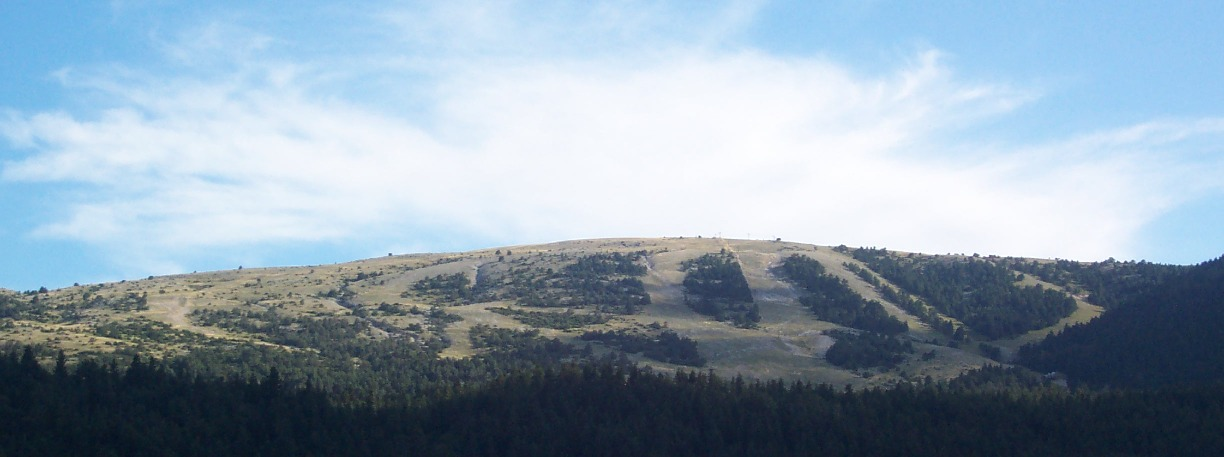
Pistes de l'Audibergue l'été.
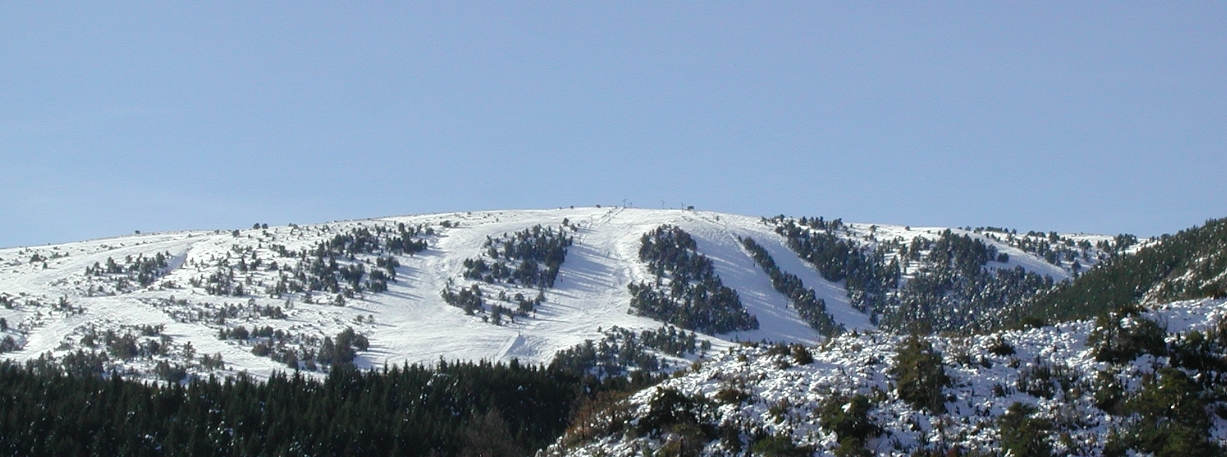
Pistes de l'Audibergue l'hiver.

- 7 remontées mécaniques :

| Nom de la remontée          | Situation                         | Type de remontée | Fabricant | Année de construction |
| --------------------------- | --------------------------------- | ---------------- | --------- | --------------------- |
| Le Signal                   | L'Audibergue                      | Téléski          | POMA      | 1960                  |
| L'Aups                      | L'Audibergue                      | Téléski          | ???       | 1965                  |
| La Charbonnière             | entre L'Audibergue et la Moulière | Téléski          | GMM       | 1974                  |
| Les Lavandes                | L'Audibergue                      | Téléski école    | POMA      | 1988                  |
| le tipi                     | La Moulière                       | Téléski fixe     | POMA      | 1971                  |
| Le Télésiège de la Moulière | La Moulière                       | Télésiège        | POMA      | 1972                  |
| Le Bambi                    | L'Audibergue                      | Fil Neige        | POMA      | ???                   |

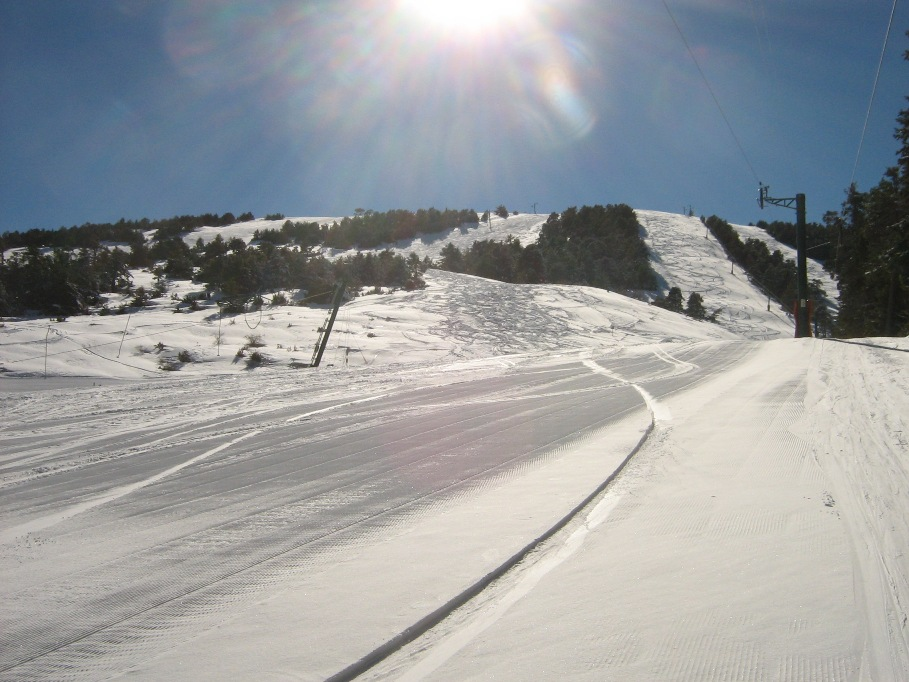
Depuis le TK de l'Aups, vue sur les pistes de l'Audibergue.
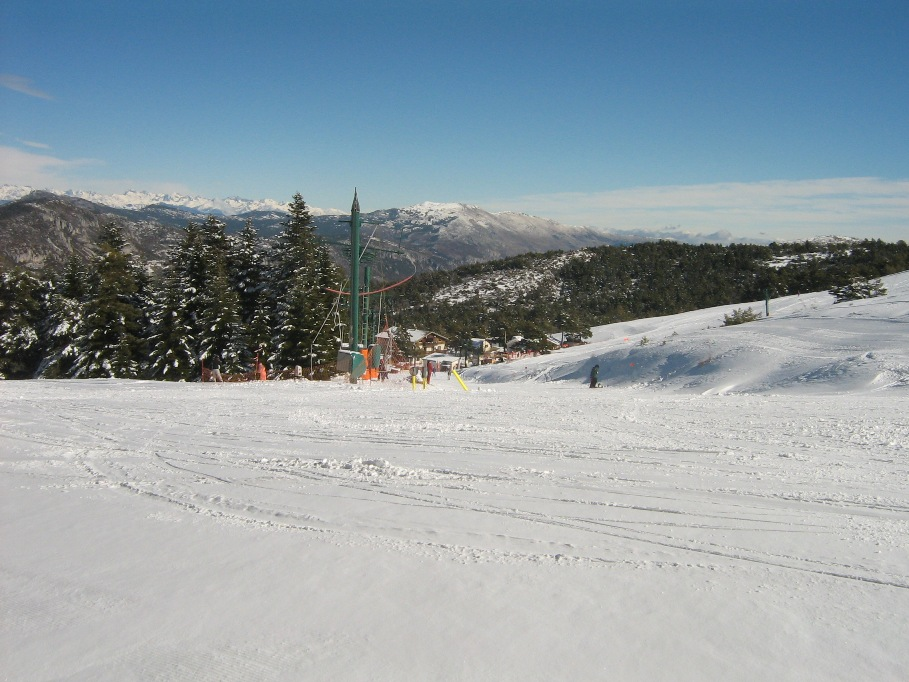
Depuis le TK de l'Aups, vue sur le TK école des Lavandes.
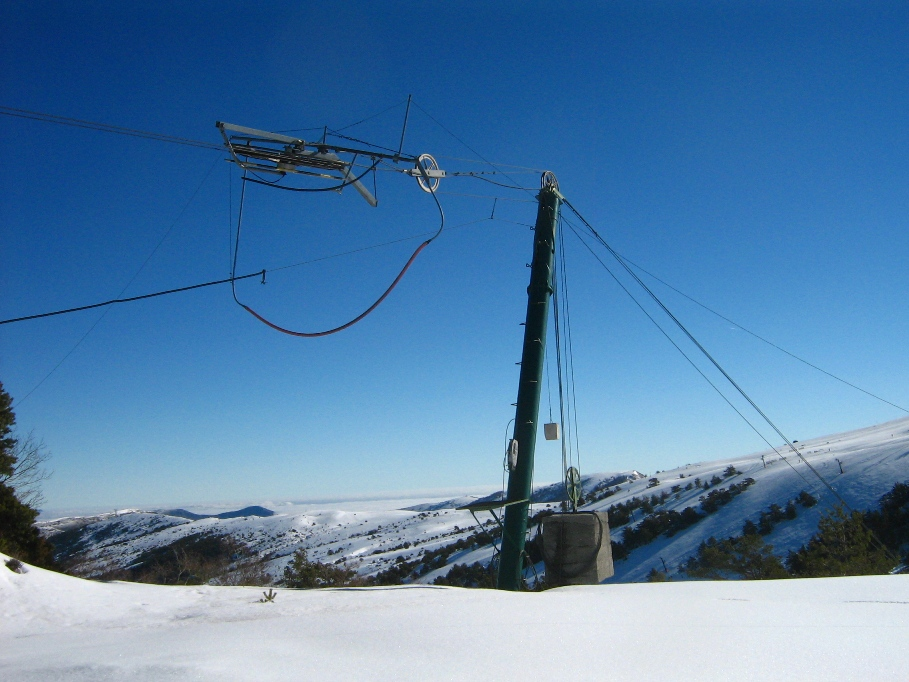
Depuis le sommet du TK de la Charbonnière, vue sur les pistes de l'Audibergue.
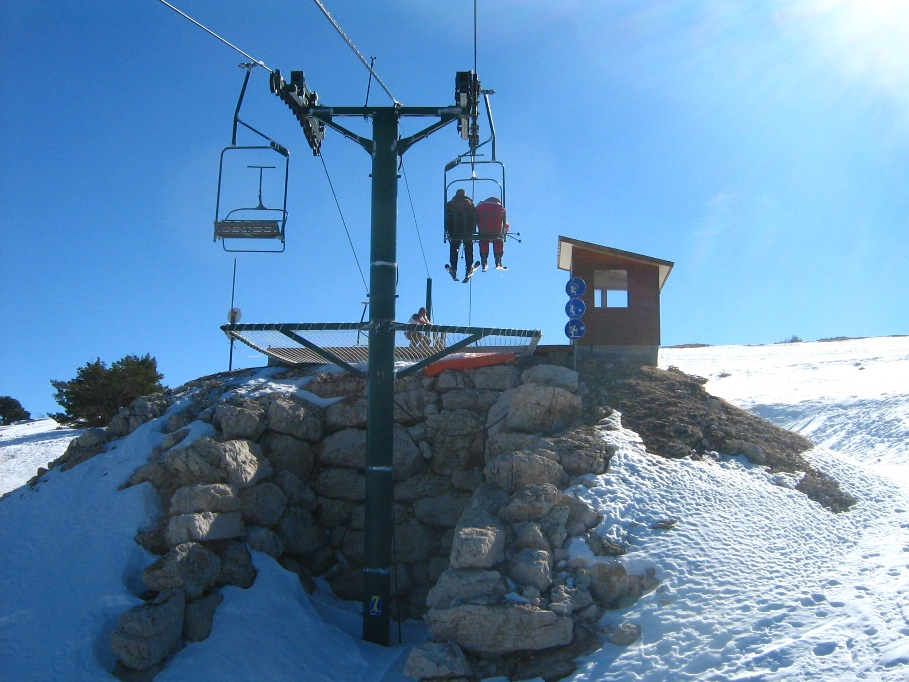
Depuis le télésiège, vue sur l'estacade d'arrivée.

## Personnalités liées à L'Audibergue – La Moulière
Marion Bertrand est une skieuse alpine née à Grasse en 1984. En 1993, elle a fait ses débuts en compétition sous les couleurs du ski club de l’Audibergue. En 1996, elle intègre le ski étude de Saint-Étienne-de-Tinée et rejoint le club des sports d'Auron.
Lors de la saison 2002/2003, elle participe à sa 1re course en Coupe du monde à Val-d'Isère.

## La station l'été

### Généralités
Depuis 1992, le télésiège de la Moulière est également ouvert pendant la saison estivale de mai à septembre.

### Le VTT et la randonnée
Le télésiège permet aux vttistes de gagner le départ des treize pistes permanentes de descente et 2 circuits de randonnée pédestre, aux piétons et randonneurs d'accéder à la table d’orientation au sommet.
Des compétitions de championnats de descente VTT sont régulièrement organisées à la Moulière.

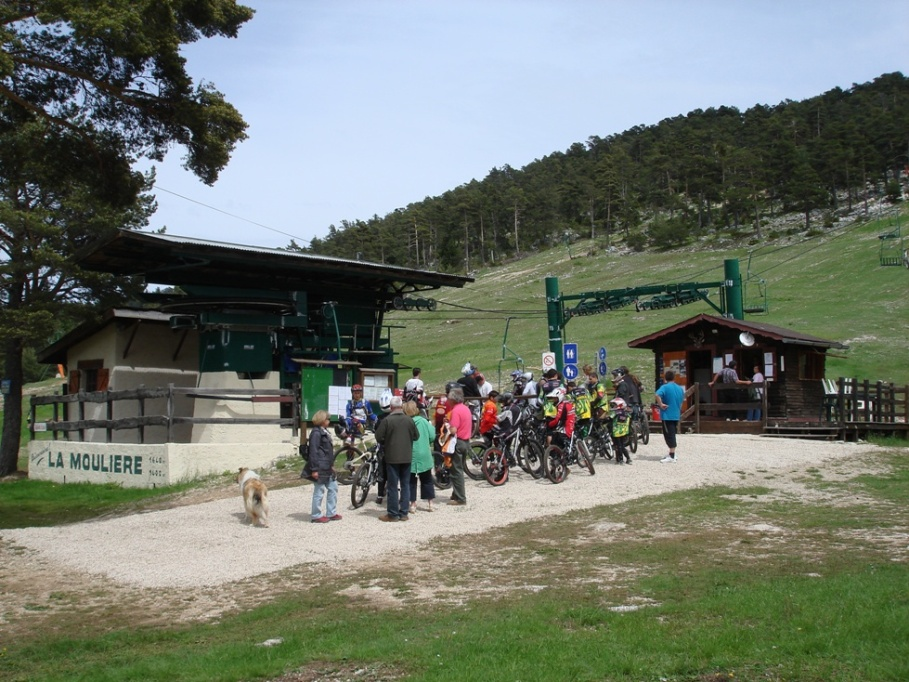
Les VTTistes qui font la queue
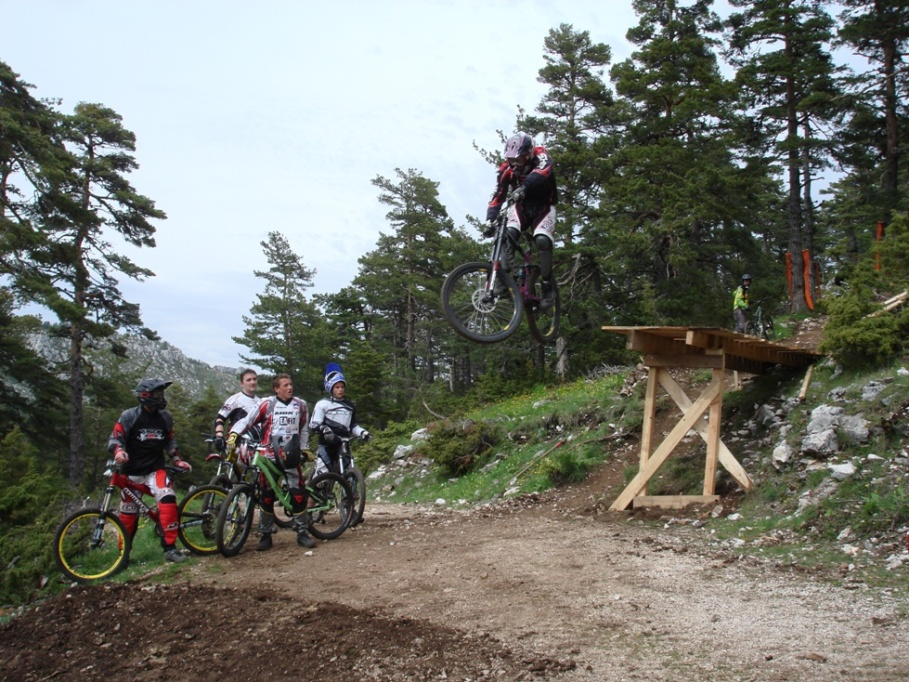
Entrainement sur le road gap n°1
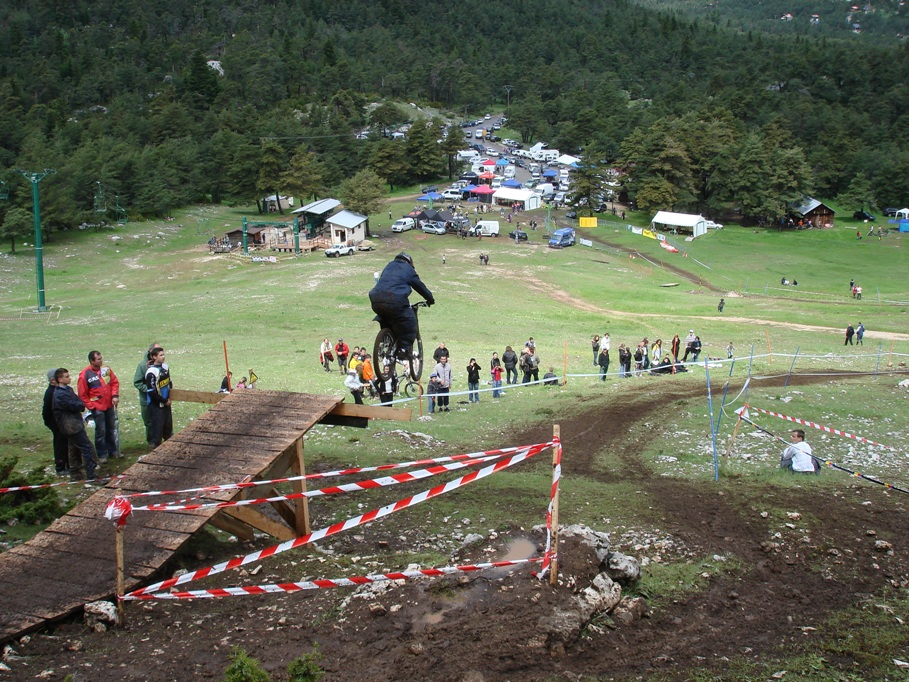
Franchissement du road gap n°2

### Le mountainboard
Le télésiège permet également aux pratiquants de mountainboard de rejoindre le départ de la piste de descente tracée depuis la saison d'été 2007.
Les 30 et 31 août 2008 ont eu lieu une manche des championnats de France de mountainboard Freestyle et Descente.

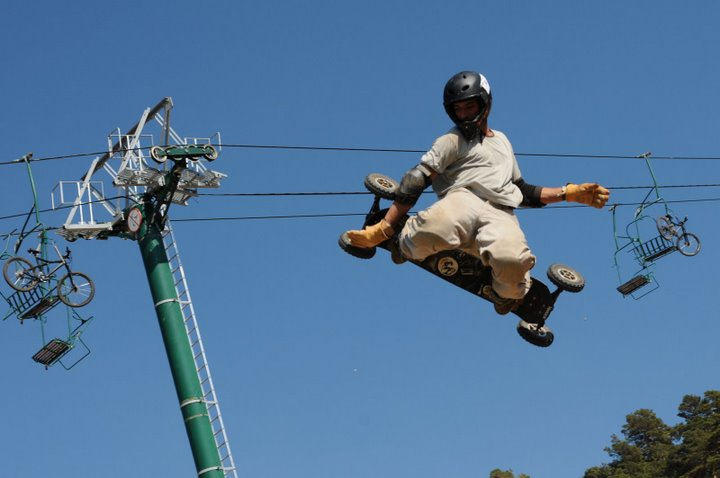
Figure de freestyle à la Moulière
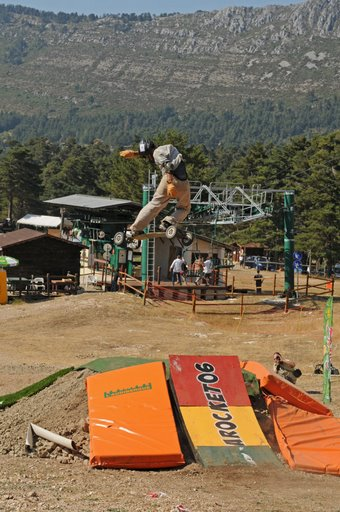
Figure de freestyle à la Moulière
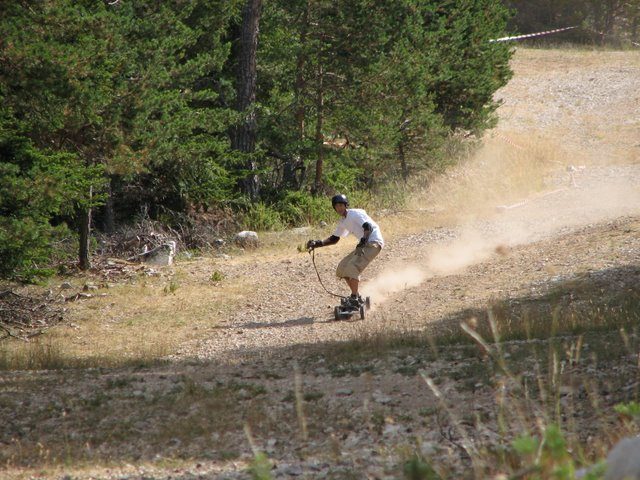
Descente sur la piste de la charbonnière
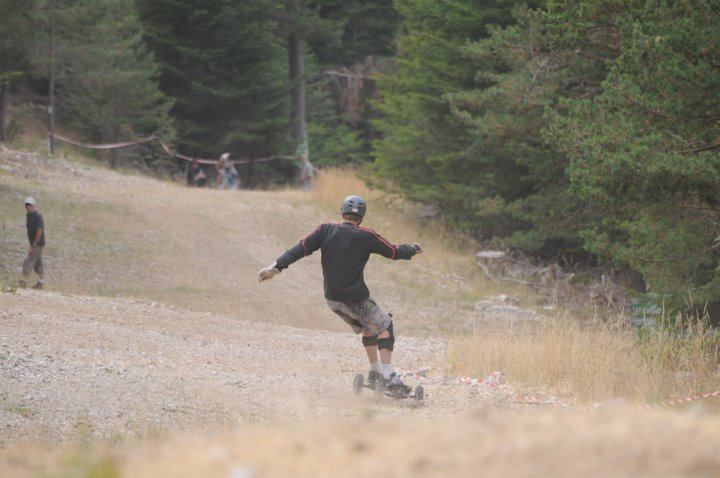
Descente sur la piste de la charbonnière

### La spéléologie
Le massif de l'Audibergue est percé de nombreux gouffres et avens permettant la pratique de spéléologie. C’est dans ces gouffres que le spéléologue niçois Michel Siffre a mené en 1964 et 1969 ses expériences « hors du temps » sur la chronobiologie.
En 2004 a été aménagé à la Moulière la Via Souterrata qui est un itinéraire de via ferrata sous terre qui permet d’aborder l’univers de la spéléologie à travers deux avens aménagés : l’aven Yvon et celui des Jurassiens. Le parcours d’une longueur de 350 m descend à moins 44 m de profondeur, il permet de découvrir un paysage souterrain aux nombreuses concrétions.

### Le parc aventure
La Moulière propose depuis 2004 un parcours acrobatique en hauteur de plus de 100 ateliers répartis sur sept parcours et une tyrolienne de 470 m de long, le tout dans un cadre de forêt de montagne typique de la région (rochers, pins, sapins et végétation buissonnante). La pratique de l'activité s'effectue avec le matériel fourni par l'exploitant (système COUDOU PRO ZAZA2 pour les 4-6 ans et système CLiC-iT ADVENTURE à partir de sept ans).
Le parcours acrobatique en hauteur comprend :
- 2 parcours accessibles à partir de quatre ans ;
- 3 parcours et 2 sauts dans le vide, dont un d'une dizaine de mètres de haut, accessibles à partir de sept ans ;
- 3 parcours et la tyrolienne de 470 m de long accessibles à partir de douze ans.

Au sein du parc aventure, il y a l'activité de visite de la Via Souterrata - Première Via Souterrata aménagée du monde.
La grotte fait plus de 350 m de long par 44 m de profondeur.
Depuis 2017, la Moulière propose également la plus grande Cascade de Tyroliennes d'Europe,. Il s'agit d'un parcours de type parcours acrobatique en hauteur de plus de 2 km de long, composé d'une quarantaine de tyroliennes, de passerelles suspendues, de ponts en filets et d'un pont tibétain. Le départ s'effectue depuis le télésiège de la Moulière et l'accès en empruntant le télésiège pour aller jusqu'au sommet, puis par une marche d'approche de cinq à dix minutes par les pistes de ski. La première partie du parcours offre une vue sur la chaîne des Alpes, le parc naturel régional des Préalpes d'Azur et le massif du Mercantour-Argentera. Au milieu du parcours une grande plateforme et une passerelle suspendue offrent une vue sur le littoral, depuis le golfe de Saint-Tropez jusqu'à la baie des Anges en passant par les îles de Lérins.

### Le trial moto
À l’Audibergue, depuis 1984, la plus ancienne école de trialmoto en France permet aux débutants de s’initier, ou aux trialistes confirmés ou compétiteurs de se perfectionner au travers de stages encadrés par des moniteurs diplômés. 
Des compétitions de championnats sont régulièrement organisées sur les sites de l’Audibergue et de la Moulière où les zones de trial sont tracées.